# Iyeọkhọkhọ
Iyeọkhọkhọ sind Kunstwerke, die zu den Benin-Bronzen gehören. Sie stellen Hühnervögel dar, die auf die Altäre von weiblichen Verstorbenen platziert wurden. Die Iyeọkhọkhọ wurden realistisch nach dem Vorbild von Opfertieren aus Holz geschnitzt.
Es sind heute 37 solcher Iyeọkhọkhọ bekannt. Von diesen befindet sich eines im Nationalmuseum Nigerias in Lagos und eines im Benin Nationalmuseum in Benin City, die anderen sind Teil der Sammlungen von 18 verschiedenen Museen in Europa und Nordamerika. In deutschen Sammlungen befinden sich neun Iyeọkhọkhọs. Eines der Objekte befindet sich im Reiss-Engelhorn-Museum, vier in den Staatlichen Ethnographischen Sammlungen Sachsen und weitere vier im Ethnologischen Museum in Berlin.